# Hamur
Hamur là một huyện thuộc tỉnh Ağri, Thổ Nhĩ Kỳ. Huyện có diện tích 916 km² và dân số thời điểm năm 2007 là 22770 người, mật độ 25 người/km².